# Liste der Monuments historiques in Gudmont-Villiers
Die Liste der Monuments historiques in Gudmont-Villiers führt die Monuments historiques in der französischen Gemeinde Gudmont-Villiers auf.

## Liste der Immobilien
| Bezeichnung        | Beschreibung                                                                        | Standort                      | Kennzeichnung | Schutzstatus | Datum | Bild |
| ------------------ | ----------------------------------------------------------------------------------- | ----------------------------- | ------------- | ------------ | ----- | ---- |
| Château de Gudmont | Schloss, zweite Hälfte des 16. Jahrhunderts, Mitte des 18. Jahrhunderts umgestaltet | Gudmont, 20 Grande-Rue (Lage) | PA00079065    | Inscrit      | 1965  |      |

## Liste der Objekte
| Bezeichnung                                                   | Beschreibung                                                                                        | Standort                                            | Kennzeichnung | Schutzstatus | Datum | Bild |
| ------------------------------------------------------------- | --------------------------------------------------------------------------------------------------- | --------------------------------------------------- | ------------- | ------------ | ----- | ---- |
| Gemälde Porträt von Marie-Jeanne Rutanbelle                   | Ölfarbe auf Leinwand, um 1742 von Jacques Aved                                                      | Gudmont, im Château de Gudmont (Lage)               | PM52001479    | Classé       | 2007  |      |
| Büste Jacques Aved                                            | Keramik, signiert „Augustin Pajou, 27. Mai 1763“                                                    | Gudmont, im Château de Gudmont (Lage)               | PM52001481    | Classé       | 2007  |      |
| Büste Anne-Charlotte Gaultier de Loizerolles                  | Keramik, signiert „Augustin Pajou, 14. September 1764“                                              | Gudmont, im Château de Gudmont (Lage)               | PM52001482    | Classé       | 2007  |      |
| Gemälde Porträt von Jules Arnolfini de Magnac                 | Ölfarbe auf Leinwand, vergoldeter Holzrahmen, Jacques Aved zugeschrieben                            | Gudmont, im Château de Gudmont (Lage)               | PM52001478    | Classé       | 2007  |      |
| Gemälde Selbstporträt von Jacques Aved im Alter von 50 Jahren | Ölfarbe auf Leinwand, um 1753 von Jacques Aved                                                      | Gudmont, im Château de Gudmont (Lage)               | PM52001480    | Classé       | 2007  |      |
| Gemälde Le buveur du lait                                     | Kindheitsporträt von Jean-Simon Aved de Loizerolles; Ölfarbe auf Leinwand, um 1735 von Jacques Aved | Gudmont, im Château de Gudmont (Lage)               | PM52001475    | Classé       | 2007  |      |
| Gemälde Porträt von Jules-Bertrand Arnolfini de Magnac        | Ölfarbe auf Leinwand, um 1739 von Jacques Aved                                                      | Gudmont, im Château de Gudmont (Lage)               | PM52001477    | Classé       | 2007  |      |
| Gemälde Selbstporträt von Jacques Aved im Alter von 18 Jahren | Ölfarbe auf Leinwand, um 1720 von Jacques Aved                                                      | Gudmont, im Château de Gudmont (Lage)               | PM52001473    | Classé       | 2007  |      |
| Gemälde Porträt von Charles Richer de Rodes de la Morlière    | Ölfarbe auf Leinwand, um 1725 von Jacques Aved                                                      | Gudmont, im Château de Gudmont (Lage)               | PM52001474    | Classé       | 2007  |      |
| Gemälde Stillleben mit Frauenbüste                            | Ölfarbe auf Leinwand, drittes Viertel des 18. Jahrhunderts, von Jacques Aved                        | Gudmont, im Château de Gudmont (Lage)               | PM52001476    | Classé       | 2007  |      |
| Grablegungsgruppe                                             | Stein, 1699/1700, Étienne Bancelin zugeschrieben                                                    | Gudmont, in der Kirche St-Maurice (Lage)            | PM52000506    | Classé       | 1961  |      |
| Prozessionsstab Heiliger Mauritius                            | | Villiers-sur-Marne, in der Kirche St-Maurice (Lage) | PM52001920    | Inscrit      | 2007  |      |